# Barl (Solingen)
Barl ist eine aus einer Hofschaft hervorgegangene Ortslage in der bergischen Großstadt Solingen. Barl zählt mit seiner Ersterwähnung im Jahre 980 zu den ältesten Höfen auf heutigem Solinger Stadtgebiet.

## Lage und Beschreibung
Der Ort liegt im Stadtteil Ohligs südlich von Viehbach und Viehbachtalstraße am Rande des heutigen Gewerbegebietes Ober der Mühle. Die noch vorhandenen Wohnhäuser im Ort befinden sich an einer Stichstraße, die von der Straße Ober der Mühle abzweigt und den Namen des Ortes trägt. Dort befinden sich noch einzelne historische Fachwerkhäuser. Die Viehbachtalstraße, die an der Straße An der Gemarke nahe Barl beginnt, quert einige Meter weiter östlich bei der Scharrenberger Mühle die Mühlenstraße. 
Benachbarte Orte sind bzw. waren (von Nord nach West): Siebelskamp, Scharrenberg, Altenufer, Neuenufer, Aufderbech, Wiefeldick, Pohligshof, Hackhausen, Nassenweg und Scharrenbergerheide.

## Geschichte
Barl gehört zu den ältesten Höfen auf heutigem Solinger Stadtgebiet, er wurde erstmals urkundlich im Jahre 980 als Barala erwähnt. Barl war überdies Titularort der Honschaft Barl, die seit dem Mittelalter im Kirchspiel Wald bestand. Im Jahre 1715 ist der Ort in der Karte Topographia Ducatus Montani, Blatt Amt Solingen, von Erich Philipp Ploennies mit einer Hofstelle verzeichnet und als Barl benannt. Die Topographische Aufnahme der Rheinlande von 1824 verzeichnet den Ort als Bahrl und die Preußische Uraufnahme von 1844 als Barl. Er grenzt in dieser Karte direkt an den Ort Neuenufer an. In der Topographischen Karte des Regierungsbezirks Düsseldorf von 1871 ist der Ort nur unbenannt verzeichnet.
Nach Gründung der Mairien und späteren Bürgermeistereien Anfang des 19. Jahrhunderts gehörte Barl zur Bürgermeisterei Merscheid, die 1856 zur Stadt erhoben und im Jahre 1891 in Ohligs umbenannt wurde.
1815/16 lebten 69, im Jahr 1830 78 Menschen im als Dorf bezeichneten Wohnplatz. 1832 war der Ort weiterhin Teil der Honschaft Barl innerhalb der Bürgermeisterei Merscheid, dort lag er in der Flur VIII. Wieveldick. Der nach der Statistik und Topographie des Regierungsbezirks Düsseldorf als Hofstadt kategorisierte Ort besaß zu dieser Zeit 15 Wohnhäuser, eine Bleischmelzhütte und 14 landwirtschaftliche Gebäude. Zu dieser Zeit lebten 112 Einwohner im Ort, davon acht katholischen und 104 evangelischen Bekenntnisses. Die Gemeinde- und Gutbezirksstatistik der Rheinprovinz führt den Ort 1871 mit 25 Wohnhäusern und 145 Einwohnern auf. Im Gemeindelexikon für die Provinz Rheinland von 1888 werden 25 Wohnhäuser mit 135 Einwohnern angegeben. 1895 besitzt der Ortsteil 33 Wohnhäuser mit 200 Einwohnern.
Mit der Städtevereinigung zu Groß-Solingen im Jahre 1929 wurde Barl ein Ortsteil Solingens. In der Nachkriegszeit verlor Barl durch einige Verkehrsprojekte seine bis dahin beschauliche Lage am Ufer des Viehbachs. Der Bussche-Kessel-Weg, der durch Barl verlief und bis auf die westliche Seite der Bahnstrecke Haan-Gruiten–Köln-Deutz reichte, wurde im Zuge der Errichtung der Viehbachtalstraße in zwei Teile zerschnitten. Als Durchgangsstraße wurde mitten durch den Ort die Straße Ober der Mühle angelegt, die durch einen südlich gelegenen Kreisverkehr Anschluss an die Straße An der Gemarke und die später dort beginnende Viehbachtalstraße erhielt. Als einer der wenigen tatsächlich realisierten Abschnitte der geplanten Autobahn 54 entstand am Ende der 1970er Jahre auf dem Teilstück An der Gemarke bis Mangenberg eine vierspurige Kraftfahrstraße durch das Viehbachtal. Dieses Teilstück der als L 141n gewidmeten Viehbachtalstraße wurde am 31. August 1979 dem Verkehr übergeben. Nach zahlreichen Anwohnerbeschwerden über zu viel Lärm wurden im Folgejahr einige Maßnahmen für einen verbesserten Lärmschutz eingeleitet. Der Weiterbau der Viehbachtalstraße zwischen Mangenberg und dem Frankfurter Damm erfolgte bis 1981. Auch der Anschluss von der Straße An der Gemarke bis zur Bonner Straße folgte erst später. Ein weiterer Ausbau unterblieb; die A 54 wurde nie fertiggestellt.:55 Die Freiflächen zwischen Barl und Wiefeldick wurden als Gewerbegebiet Ober der Mühle erschlossen, das zu großen Teilen erst 2017 durch Gewerbeparks bebaut wurde.

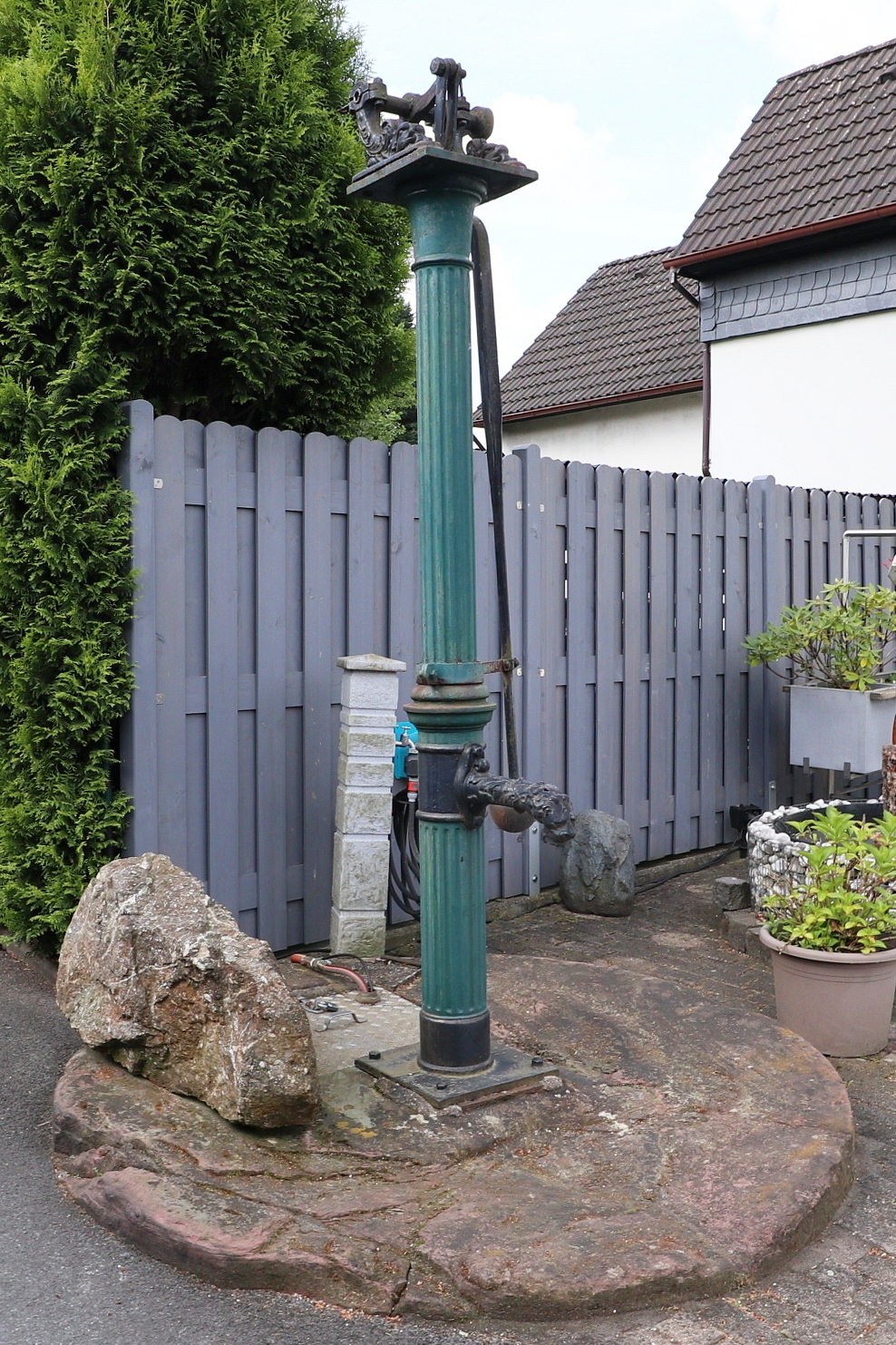
Schwengelpumpe Barl 5

Von den verbliebenen historischen Fachwerkhäusern im Ort stehen seit 1986 das Doppelhaus Barl 2, 4 sowie die zu dem Gebäude Barl 5 gehörende Schwengelpumpe unter Denkmalschutz.